# Miquel Orobitg Guitart
Miquel Orobitg Guitart (nascido em 21 de janeiro de 1967) é um atirador paralímpico espanhol. Foi um dos três atiradores convocados para representar o seu país nos Jogos Paralímpicos de Londres 2012. Perdeu na pré-eliminatória da prova de pistola 50 metros misto na classe SH1.